# Žedanjsko
Žedanjsko (cyr. Жедањско) – wieś w Bośni i Hercegowinie, w Republice Serbskiej, w gminie Srebrenica. W 2013 roku liczyła 115 mieszkańców.